# Prêt de livre numérique en bibliothèque

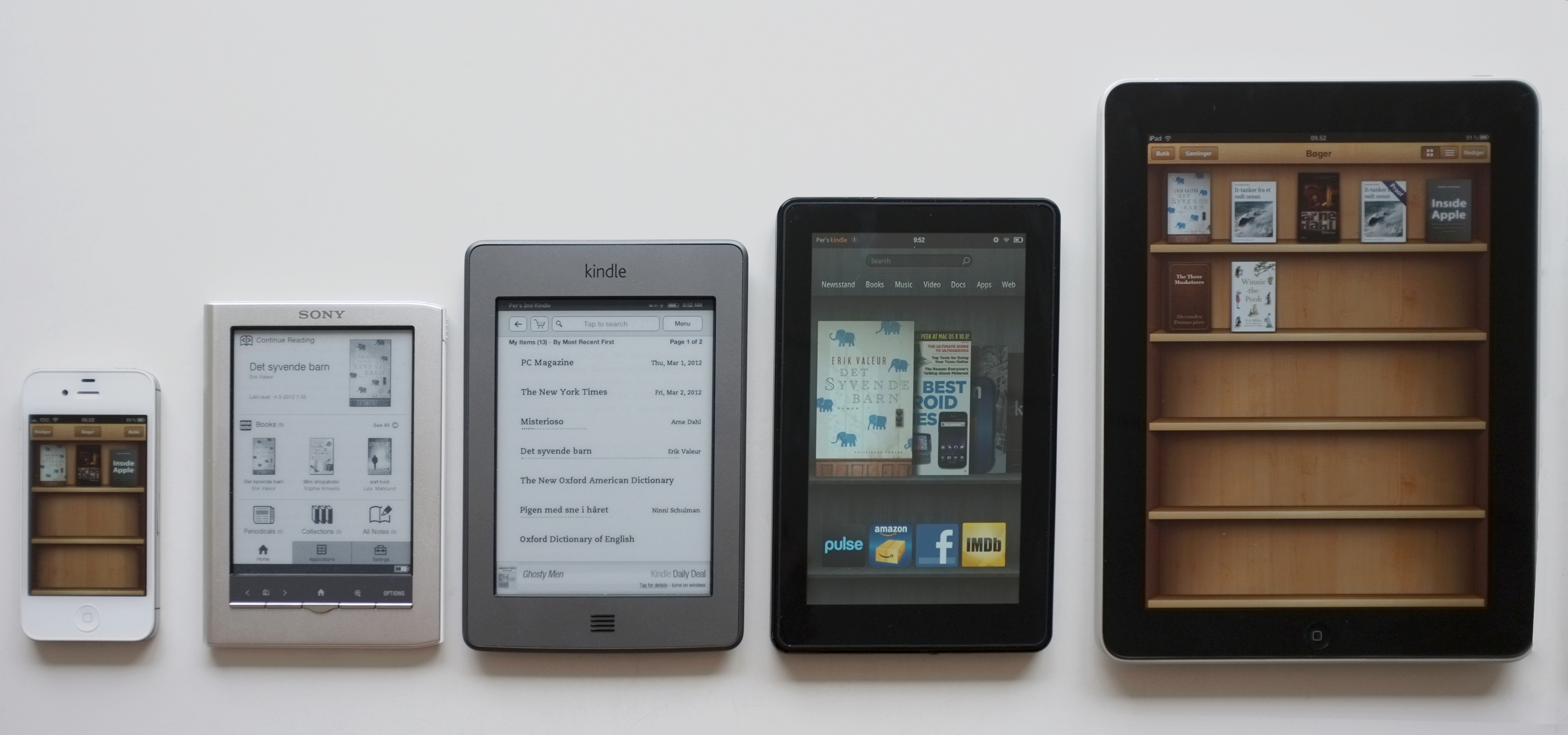
Différents appareils (téléphone portable, liseuses et tablettes tactiles) utilisant diverses applications pour la lecture de livres numériques

Le prêt de livres numériques est un service proposé en bibliothèque qu’elles soient publiques, scolaires ou universitaires.  Ce service offre la possibilité aux usagers d’avoir accès à distance à une diversité de publications sous forme de fichiers informatiques qui peuvent être consultés par le biais de dispositifs, comme des liseuses, tablettes tactiles, smartphones (téléphones intelligents), ordinateurs personnels munis d'une application informatique dédiée à la lecture de contenus digitaux.

## Histoire et évolution
L'histoire du prêt de livres numériques en bibliothèque est marquée par une évolution constante des technologies, des modèles économiques et des négociations entre les différents acteurs. Le passage du livre imprimé au livre numérique a soulevé de nombreuses questions, notamment en ce qui concerne l'accès aux contenus, les formats de fichiers et le rôle des bibliothèques dans ce nouveau paysage. Les livres numériques ont d’abord été disponibles pour les bibliothèques universitaires et spécialisées à partir d’abonnements à des bases de données.
Dans les années 1990, plusieurs bibliothèques publiques ont commencé à s’intéresser aux livres numériques grâce au Projet Gutenberg. À la même époque, les éditeurs ont commencé à vendre des livres numériques individuels, incluant des titres populaires et récents. Les premiers modèles de liseuse apparus sur le marché américain en 1998 étaient fortement influencés par le format du livre papier. Les fabricants cherchaient à reproduire l'apparence et l'ergonomie du livre traditionnel, en proposant des dispositifs de lecture dédiés, comme le Cybook, qui imitent la forme et la taille d'un livre. Ces premiers liseuses offraient des fonctionnalités de base, comme le feuilletage de pages, l'ajustement de la taille et de la police des caractères, ainsi que la possibilité d'annoter ou de surligner le texte  ,. L'objectif était de transposer l'expérience de lecture du livre papier sur un support numérique. L'édition scientifique, technique et médicale a été l'une des premières à adopter le livre numérique, favorisant son utilisation sur PC .
En France, l'expérimentation "Contrats de lecture", menée entre 2001 et 2002 dans cinq bibliothèques de la région Rhône-Alpes, a permis d'étudier l'intégration du livre électronique dans le milieu bibliothécaire. L'objectif était d'analyser les transformations des habitudes de lecture et les enjeux liés à l'accès aux contenus numériques . Cette expérimentation a mis en lumière les difficultés techniques rencontrées par les bibliothèques, notamment en ce qui concerne le téléchargement des œuvres, la gestion des différents modèles de livres électroniques et la mise en place d'un système de prêt efficace. Malgré ces obstacles, l'expérimentation  a révélé un intérêt certain du public et des bibliothécaires pour le livre numérique. Les lecteurs ont apprécié la portabilité du support, la possibilité de lire dans le noir (retro éclairage) et l'accès à des fonctionnalités supplémentaires, comme le dictionnaire intégré. Les bibliothécaires ont quant à eux souligné le potentiel du livre électronique pour la diffusion des œuvres et l'amélioration des services aux usagers, notamment pour les personnes âgées ou malvoyantes. L'essor du prêt de livres numériques en bibliothèque s'est toutefois heurté à des obstacles importants. La gestion des droits numériques (GDN) a complexifié la gestion des prêts et limité les possibilités de partage entre bibliothèques. De plus, l'acquisition de livres numériques s'est avérée complexe pour les bibliothèques, le modèle économique du secteur étant initialement conçu pour des acheteurs individuels . Le prix élevé des livres numériques a incité les bibliothèques à se regrouper en consortium pour obtenir un meilleur pouvoir d'achat. 
Cependant, à cause des nombreuses inquiétudes et défis associés aux livres numériques, le prêt de livre numérique dans les bibliothèques n’a pris de l’importance qu’à partir des années 2010. Bien que les éditeurs et les agrégateurs aient effectué de nombreuses campagnes pour promouvoir les livres numériques auprès des bibliothèques, celles-ci ont longtemps été réticentes à adopter ce nouveau format. Aujourd’hui, la proportion de livres numériques dans les collections des bibliothèques est beaucoup plus importante et continue d’augmenter. À partir de mars 2020, la pandémie de COVID-19 marque un tournant dans l'industrie du livre numérique. Avec la fermeture physique des écoles et des bibliothèques, celles-ci ont dû migrer rapidement vers des ressources numériques afin de continuer leurs activités pédagogiques. 

### Au Canada et aux États-Unis
En 2010, plusieurs éditeurs avaient déjà commencé à publier du contenu numérique. À partir de 2011, les bibliothèques publiques ont dû faire face à de nombreux défis liés à l’accès et aux licences des livres numériques. En 2011, HarperCollins impose une limite de circulation pour chaque achat, Hachette arrête de vendre des livres numériques aux bibliothèques et Penguin retire tout son contenu de la plateforme de prêt OverDrive. En 2013, près de la moitié des best-sellers n’était toujours pas accessible pour le prêt numérique en bibliothèque. Depuis 2014, les multinationales de l’édition (HarperCollins, Hachette, Macmillan, Penguin, Random House, Simon & Schuster) vendent des livres numériques aux bibliothèques publiques sous différentes conditions. Plusieurs regroupements de bibliothèques aux États-Unis et au Canada tels que Orbis Cascade Alliance (en), NovaNet, ou encore la Colorado Alliance of Research Libraries (en) ont tentés de négocier ces conditions afin de diminuer les coûts liés à l'acquisition des licences à des fins de diffusion. Pour ce faire, plusieurs modèles ont été proposés, tels que le modèle DDA (pour Demand-Driven Acquisition, aussi connu sous le nom de Patron-driven acquisition (en) ) qui est un modèle d'acquisition selon la demande du livre en bibliothèque par l'usager. Ce modèle est d'ailleurs celui utilisé par JSTOR pour l'accès à son contenu en ligne. Le modèle ATO (Access-to-Own) fait également partie des modèles proposés et est notamment proposé par la plateforme ProQuest (en),. Comme le modèle DDA, il permet à une bibliothèque d'acheter les licences seulement si un usager utilise les livres numériques concernés, ce qui diminue les coûts d'acquisition de documents numériques par les bibliothèques tout en assurant à leurs usagers l'accès aux documents dont ils ont besoin. Pour permettre aux utilisateurs d'avoir accès à des livres numériques, les bibliothèques des États-Unis et du Canada peuvent également louer les licences ou encore acheter un accès perpétuel aux documents souhaités. Ce n'est cependant pas tous les documents qui sont disponibles via ces modes d'acquisition et même si une bibliothèque opte pour une licence perpétuelle, elle a un maximum d'emprunt autorisé doit parfois racheter celle-ci en fonction de la demande.

### Au Québec
Dans le contexte québécois, le prêt de livre numérique chronodégradables en bibliothèque publique s’est développé grâce à la création en 2011 de la plateforme pretnumerique.ca opérée par BiblioPresto, un organisme québécois sans but lucratif créé par un groupe de bibliothèques publiques québécoises poursuivant l’objectif de développer des ressources numériques qui concordent aux missions desdites bibliothèques . Cette plateforme dessert plus de 1000 bibliothèques et a déjà permis près de 10 millions de prêts en assurant une augmentation constante.
L’arrivée du prêt de livre numérique avec la plateforme de pretnumerique.ca au Québec constitue un projet pilote d'abord auprès de six bibliothèques publiques québécoises et dès 2013,   on comptait environ 500 bibliothèques qui offraient un service de prêts de livres numériques au Québec. 
Le prêt de livre numérique en bibliothèque connaît une forte augmentation de popularité via la plateforme québécoise pretnumerique.ca. Pendant la pandémie de la  COVID-19, on observe une croissance significative du nombre d’emprunts de livres numériques dans les bibliothèques publiques québécoises. Ainsi, durant la période du 14 mars au 24 mars 2020, on compte 9 956 emprunts quotidiens, soit près du double du chiffre de l’année précédente qui dénombre pour cette même période 5 418 prêts de livres numériques. L’isolement imposé par la pandémie a manifestement accru cette tendance faisant passer les emprunts journaliers de 5803 le 7 mars à 10 803 le 21 mars 2020.
Par ailleurs, le prêt numérique de livres jeunesse, auparavant limité et peu populaire, a explosé de plus de 176% pour les bandes dessinées, plus de 125% pour les albums et romans, et plus de 185% pour les documentaires. Cette tendance semble liée aux inquiétudes des parents cherchant à compenser, pour leurs enfants, la fermeture des écoles durant la pandémie. 
Au-delà des livres numériques prêtés dans les bibliothèques publiques québécoises, la plateforme pretnumerique.ca de BiblioPresto propose aussi des livres audionumériques. Dans les bibliothèques qui offrent le service de pretnumerique.ca, les prêts de livres audionumériques ont augmenté considérablement depuis 2019. On compte 20000 prêts de livres audionumériques en 2019, alors qu’en 2023 il y en a eu environ 250000. L’essor de ce média numérique est considérable puisque l’on compte entre janvier et fin juillet 2024, près de 200000 prêts de livres audionumériques selon les données de Bibliopresto. 
Ce modèle de PRETNUMÉRIQUE.CA, bien que pratique pour les bibliothèques publiques, convenait cependant mal au milieu scolaire. En effet, les bibliothèques scolaires du Québec ont des besoins bien spécifiques qui ne peuvent être comblés totalement avec la plateforme PRETNUMÉRIQUE.CA ; les licences acquises par la plateforme ne permettant pas toujours de projeter les livres numériques sur des TNI (Tableau blanc interactif) ou de prêter le livre à plusieurs usagers à la fois, comme lorsqu'un professeur souhaite mettre un livre numérique au programme. Les politiques d'acquisitions de livres numériques provoquent des tensions entre les fournisseurs et le milieu scolaire, car elles suivent une logique marchande, et non une logique de services publics. En effet, elles impliquent généralement une limite de prêts pour les licences achetées par les bibliothèques, ce qui les force à racheter une même licence plusieurs fois si elle est beaucoup utilisée. Cela crée une rareté artificielle aux livres numériques qui ne colle pas au système scolaire, où le prêt simultané d'un livre au programme, surtout dans un contexte pandémique, est important. C'est pour cela qu'est développée la plateforme Biblius. Ce projet, comme PRETNUMÉRIQUE.CA, est créé par Bibliopresto en collaboration avec De Marque et le Ministère de l'Éducation du Québec (MEQ). L'initiative poursuit d'ailleurs les objectifs du MEQ présents dans son Plan d'action numérique en éducation et en enseignement supérieur, initié en 2018. Cette nouvelle plateforme est déployée dans le milieu scolaire depuis le 29 septembre 2021 et permet aux élèves et professeurs d'emprunter des livres numériques en simultané sans avoir à les télécharger. La fonction de synthèse vocale et la possibilité d'agrandir le texte permet également de mieux soutenir les élèves en difficulté d'apprentissage qu'avec un livre papier. Biblius priorise la littérature jeunesse francophone du Québec et propose plusieurs collections, comme la collection partagée du MEQ ou encore les collections locales développées par les professionnels de chaque milieu tout en respectant les politiques québécoises en matière d'acquisition.
Afin d’assurer la part la plus équitable possible aux différents acteurs de la chaîne du livre, la Loi sur le développement des entreprises québécoises dans le domaine du livre, que l’on surnomme souvent Loi du livre, encadre depuis 1981 les achats de livres de plusieurs institutions, dont les bibliothèques. Dans le cadre de cette législation, les livres numériques ne sont pas considérés au même titre que les livres au format papier. Les institutions régies par cette loi ne sont donc pas obligées de faire l’acquisition de livres numériques auprès de librairies agréées comme pour ceux au format papier. Malgré cette disposition de la loi, les bibliothèques publiques font l’achat de livres numériques par l’entremise des librairies agréées de leur région dans un geste de soutien à leur égard,. Le fait que les bibliothèques publiques aient continué de se tourner vers les librairies agréées pour l’acquisition des livres numériques a fait une grosse différence chez les libraires indépendants puisque les achats institutionnels de livres numériques représentent presque la totalité de leurs ventes de ce type de documents.

### En France
Le 30 mars 2012, le ministre de la Culture et de la Communication propose un contrat numérique pour les bibliothèques qui a pour but de favoriser le développement d’une offre de services et de collections numériques adaptées aux besoins du public. En 2011 et en 2012, le gouvernement français instaure un nouveau soutien financier pour les bibliothèques au sein de la Dotation générale de décentralisation (DGD) afin d’investir davantage dans les domaines de l’informatique et du numérique. Ces investissements incluent l’acquisition de tablettes et de liseuses, le développement d’applications mobiles, ainsi que la mise en place d’un portail. Cependant, dans le domaine du numérique, les bibliothèques françaises accusent un retard significatif. En 2012, environ 2% des bibliothèques françaises proposaient des livres numériques, comparativement à 90% des bibliothèques américaines. En 2013, la ministre de la Culture et de la Communication a formé un groupe de travail afin de discuter d’un cadre de diffusion pour le livre numérique en bibliothèque.

## Enjeux
Le prêt de livre numérique amène plusieurs défis pour les bibliothèques, entre autres :
- Le prêt entre bibliothèques (PEB) : Certains livres numériques incluent le droit de les partager entre bibliothèques, d’autres non[8].
- L’achat de livres numériques : Le modèle commercial pratiqué dans le secteur des livres numériques a été pensé pour des acheteurs individuels et est inadapté aux besoins des bibliothèques publiques qui veulent acheter plusieurs exemplaires pour un usage collectif et gratuit. À cause du prix parfois élevé des livres numériques, des bibliothèques se sont regroupées en consortiums afin d’avoir un meilleur pouvoir d’achat[28].
- L’accès : Lors d’un achat, les bibliothèques n’acquièrent pas toujours physiquement les fichiers, mais parfois seulement un accès (temporaire ou pérenne) aux collections hébergées sur les sites des éditeurs[28].
- La culture numérique : Elle doit être approfondie chez le personnel, afin de bien gérer les ressources numériques, mais aussi chez les usagers, qui sont parfois réticents à utiliser les livres numériques[28],[29]. Le personnel doit ainsi non-seulement être à l'aise avec les ressources numériques, mais également devenir des spécialistes des supports de lecture, ce qui n'est pas évident avec l'évolution rapide ou l'obsolescence de ceux-ci. Ce n'est pas non plus tout le personnel qui est à l'aise avec ces technologies[20].

## Plateformes
Plusieurs plateformes sont disponibles pour l’emprunt de livres numériques. Citons entre autres : OverDrive, Cloud Library, Axis 360 (Baker & Taylor), CanTook Station, PRETNUMERIQUE.CA (bibliopresto) et Biblius (bibliopresto).

## Logiciels
Pour transférer les livres numériques sur un appareil de lecture, un logiciel est nécessaire, notamment pour gérer le contenu protégé par droit d’auteur. Adobe Digital Editions et BlueFire Reader en sont des exemples.

## Prêt de liseuses et de tablettes
Plusieurs bibliothèques permettent l'emprunt de liseuses et de tablettes en plus d'offrir des formations sur la manière de les utiliser,. Certaines bibliothèques, comme la Sacramento Public Library, permettent d’emprunter des liseuses préchargées contenant jusqu’à 500 livres. C’est aussi le cas de la bibliothèque Georgette-Lepage de la ville de Brossard (Québec) qui propose trois liseuses de marque Kobo Glo pour une durée de 28 jours à ses abonnés.